# كاهوكو (إيشيكاوا)
مدينة كاهوكو (بالإنجليزية: Kahoku)‏ هي أحد المدن التابعة لمحافظة إيشيكاوا. تأسست رسميًا في 01/03/2004. ويقدر عدد سكانها بـ 34747 نسمة حسب تقدير مكتب الإحصاء الياباني لعام 2012. تبلغ مساحة كاهوكو 64.76 كم2. بكثافة سكانية تبلغ 537 نسمة/كم2.

## توأمة
لكاهوكو (إيشيكاوا) اتفاقيات توأمة مع:
- مسكيرش

## أعلام
- كيتارو نيشيدا